# 日本暴力団 組長と刺客
『日本暴力団 組長と刺客』（にほんぼうりょくだん くみちょうとしかく）は、1969年11月20日に公開された日本の映画。監督は佐藤純彌、主演は鶴田浩二。日本暴力団シリーズ第2作目。

## 概要
京都を舞台に悪辣な新興暴力団に立ち向かう男を主人公にした任侠アクション。

## スタッフ
- 監督：佐藤純彌
- 脚本：神波史男、佐藤純彌
- 企画：俊藤浩滋、吉田達
- 撮影：仲沢半次郎
- 音楽：日暮雅信

## 出演者
- 堀田光雄：鶴田浩二
- 喜多見長次：志村喬
- 佐竹武：中丸忠雄
- 吉野絵津子：野添ひとみ
- 夏江：北林早苗
- 仙波丈太郎：菅井一郎
- 半沢伍郎：内田良平
- 岩上市蔵：水島道太郎
- 土橋敦吉：渡辺文雄
- 金子利勝：福山象三
- 梶正太郎：内田朝雄
- 畠中邦雄：永井秀明
- 南川電気社長：松本朝夫
- 木暮計器社長：田口計
- 樋口清二郎：志摩靖彦
- 牛島貫治：山岡徹也
- 玉島新平：遠藤辰雄
- 深井信雄：八名信夫
- 嶺岸三郎：北川恵一
- 若い者：野口貴史
- 筈見：日尾孝司
- 井垣：佐川二郎
- 山岡：三重街竜
- 波川：伊達弘
- 近藤組々長：植田灯孝
- 広瀬：久保一
- 西村：木川哲也
- 篠井：室田日出男
- パチンコ店主人：沢彰謙
- 美智代：安城由貴子
- 刑事：岡野耕作
- 記者：相馬剛三
- 寺元：土山登士幸
- 滝田：藤山浩二
- 戸川：亀山達也
- 女将：利根はる恵
- 刺客：花田達、城春樹
- 波島多兵衛：丹波哲郎
- 玉井夫人：折原啓子
- 刑事：河合絃司、五野上力、山之内修
- チンピラ：滝島孝二、須賀良
- 葵会組員：高並功
- 喜多見の女房：進藤幸
- バーの客：山田甲一
- 浪華会組員：西本良治郎
- ホステス：谷本小代子
- 喜多見組組員：石田信之

## 同時上映
『夜の歌謡シリーズ おんな』
- 主演：野川由美子 / 監督：鷹森立一